# Alain-Bertrand-Marie-Gaston d'Humieres
Alain-Bertrand-Marie-Gaston d'Humieres, francoski general, * 14. januar 1884, † 16. maj 1940.